# Shōhei Ōno

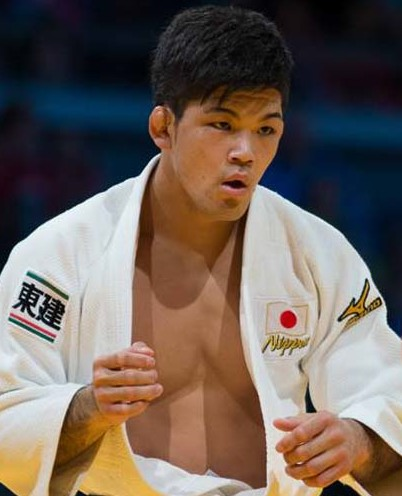
Shōhei Ōno 2016

Shōhei Ōno (jap. 大野将平, Ōno Shōhei; * 3. Februar 1992 in Yamaguchi) ist ein ehemaliger japanischer Judoka. Er war zweimal Olympiasieger und dreimal Weltmeister im Leichtgewicht.

## Karriere
Der 1,70 m große Shōhei Ōno gewann 2011 die Juniorenweltmeisterschaften. 2012 belegte er bei den Asienmeisterschaften den zweiten Platz hinter dem Südkoreaner Wang Ki-chun. Bei den alljapanischen Meisterschaften 2012 unterlag er gegen Riki Nakaya, der danach auch bei den Olympischen Spielen 2012 antrat und die Silbermedaille gewann. Die Weltmeisterschaften 2013 fanden in Rio de Janeiro statt, Ōno besiegte im Halbfinale den Belgier Dirk Van Tichelt und im Finale den Franzosen Ugo Legrand. Das japanische Team gewann in Rio de Janeiro Bronze in der Mannschaftswertung, 2014 gewann das japanische Team. In Astana bei den Weltmeisterschaften 2015 gewann Ōno im Einzel durch einen Finalsieg über Riki Nakaya seinen zweiten Titel und auch das japanische Herrenteam gewann Gold. Bei den Olympischen Spielen 2016 in Rio de Janeiro siegte Ōno im Halbfinale gegen Dirk Van Tichelt und im Finale gegen Rustam Orujov aus Aserbaidschan. 
Nach einem Jahr Pause kehrte Shōhei Ōno 2018 auf die Judomatte zurück und gewann das Grand-Slam-Turnier in Düsseldorf. Bei den Asienspielen 2018 in Jakarta siegte er im Finale über den Südkoreaner An Chang-rim. 2018 gewann er das Grand-Slam-Turnier in Osaka, 2019 das in Düsseldorf. Bei den Weltmeisterschaften 2019 in Tokio siegte er im Finale gegen Rustam Orujov. Bei den Olympischen Spielen in Tokio gewann er nach 2016 seine zweite olympische Goldmedaille mit einem Finalsieg über den Georgier Lascha Schawdatuaschwili. Im Mixed-Mannschaftswettbewerb gewann die japanische Mannschaft die Silbermedaille hinter Frankreich.
Im Dezember 2022 erklärte Shōhei Ōno seinen Rücktritt vom aktiven Wettkampfsport, er werde dem Sport als Trainer verbunden bleiben.